# How Did We Get So Dark?
How Did We Get So Dark? (en español: ¿Cómo nos pusimos tan oscuros?) es el segundo álbum de estudio de la banda británica Royal Blood, publicado el 16 de junio de 2017 por Warner Bros. Records.

## Lista de canciones
Todas las letras escritas por Mike Kerr, excepto «Lights Out» y «Don't Tell» junto a John Barrett.
| N.º   | Título                       | Duración |  |
| 1.    | «How Did We Get So Dark?»    | 3:57     |  |
| 2.    | «Lights Out»                 | 3:57     |  |
| 3.    | «I Only Lie When I Love You» | 2:49     |  |
| 4.    | «She's Creeping»             | 3:23     |  |
| 5.    | «Look Like You Know»         | 3:05     |  |
| 6.    | «Where Are You Now?»         | 2:46     |  |
| 7.    | «Don't Tell»                 | 3:38     |  |
| 8.    | «Hook, Line & Sinker»        | 3:28     |  |
| 9.    | «Hole in Your Heart»         | 3:46     |  |
| 10.   | «Sleep»                      | 4:16     |  |
| 35:05 |                              |          |  |

| Super deluxe vinyl bonus 7" |                   |          |  |
| N.º                         | Título            | Duración |  |
| 11.                         | «Cheap Affection» | 2:55     |  |
| 12.                         | «Half the Chance» | 3:18     |  |

## Personal
Royal Blood
- Mike Kerr - Voz principal, bajo, teclados, producción.
- Ben Thatcher - Batería, percusión, piano, producción.

## Posicionamiento en lista
| Lista (2017)                         | Mejor posición |
| ------------------------------------ | -------------- |
| Australia (ARIA)                     | 4              |
| Austria (Ö3 Austria)                 | 13             |
| Bélgica (Ultratop flamenca)          | 2              |
| Bélgica (Ultratop valona)            | 2              |
| Canadá (Billboard Canadian Albums)   | 8              |
| República Checa (ČNS IFPI)           | 43             |
| Países Bajos (Album Top 100)         | 8              |
| Finlandia (Suomen Virallinen Lista)  | 28             |
| Francia (SNEP)                       | 37             |
| Irlanda (IRMA)                       | 4              |
| Italia (FIMI)                        | 29             |
| Nueva Zelanda (Recorded Music NZ)    | 6              |
| Polonia (ZPAV)                       | 23             |
| Portugal (AFP)                       | 8              |
| Spanish Albums (PROMUSICAE)          | 25             |
| Suiza (Schweizer Hitparade)          | 4              |
| Reino Unido (UK Albums Chart)        | 1              |
| Reino Unido (UK Rock & Metal Albums) | 1              |
| Estados Unidos (Billboard 200)       | 25             |
| Estados Unidos (Top Rock Albums)     | 6              |

## Certificaciones
| País (Certificador) | Certificación | Ventas certificadas |
| --- | ------------- | ------------------- |
| Reino Unido (BPI) | Oro           | 100 000*            |
| ^cifras de envíos basadas únicamente en la certificación xcifras no especificadas basadas únicamente en la certificación |               |                     |